# Quintus Mucius Scaevola Pontifex
Quintus Mucius Scaevola Pontifex (Kr. e. 140 körül – Kr. e. 82) Római politikus, pontifex maximus és jogtudós volt. Atyja, Publius Mucius Scaevola Kr. e. 133-ban consulságig vitte, ő maga is járatos volt a római jogban és szintén betöltötte a főpapi hivatalt. Pontifex utónevét azért kapta, hogy meg lehessen különböztetni unokatestvérétől, a madárjós Quintus Mucius Scaevola Augurtól.
Mérsékelt politikusnak számított, de inkább a konzervatív oldallal szimpatizált. Kr. e. 106-ban néptribunus, Kr. e. 104-ben pedig aedilis curulis volt. Kr. e. 95-re Lucius Licinius Crassus, a neves szónok társaként consullá választották. Polgárjogi törvényük, a lex Mucia Licinia de Civitate nagyban hozzájárult a későbbi itáliai szövetségesháború kitöréséhez. Consuli évét követően Asia provincia proconsuli rangú helytartója lett. Ilyen minőségben olyan megbecsültségre tett szert, hogy a helyiek a tiszteletére bevezették a dies Mucia ünnepnapját.
A később pontifex maximusszá választott Scaevola Kr. e. 82-ben vesztette életét az ifjabb Marius parancsára, amikor Sulla már vészesen közeledett a fővároshoz. A főpap Vesta templomában, a szent lángnál keresett menedéket, de még itt is meggyilkolták. Vére állítólag az istennő szobrára fröccsent. Valerius Maximus és Cicero hírt ad arról, hogy már korábban, Marius Kr. e. 86-os temetésén Caius Flavius Fimbria meg akarta gyilkolni.
Főpapként Cicero is hallgatója volt, aki később kiváló jogász és szónok képét rajzolta meg róla. Tevékenységével és a polgárjogról írt, mára elveszett, többek között Servius Sulpicius, Laelius Felix, Modestinus és Pomponius által is kommentált 18 kötetes munkájával („Jus civile primus constituit generatim in libros decem et octo redigendo”) egy híres jogi iskola megalapítója lett, s az ő tanítványai – pontosabban hallgatósága, mert nem alakított iskolát – voltak a kor legjobb jogtudósai: Caius Aquilius Gallus, Lucilius Balbus, Iuventius, Papirius.
Pomponius egy másik, rövid jogszabályokat tartalmazó könyvéről is tud, amely a „Liber Singularis” címet viselte, és ez a legrégibb mű, amelyből idézetek szerepelnek az I. Justinianus alatt összeállított Digestában.